# سیارک ۱۱۱۳۵
سیارک ۱۱۱۳۵ (به انگلیسی: 11135 Ryokami، نامگذاری:1996XF3) یازده هزار و صد و سی و پنجمین سیارک کشف شده‌است که در ۳ دسامبر ۱۹۹۶ کشف شد.
قدر مطلق سیارک برابر ۲۲.۴ است.